# Скоростная дорога R2 (Словакия)
Скоростная дорога R2 (словац. Rýchlostná cesta R2 — строящаяся в данный момент словацкая автотрасса, которая будет проходить по западной и южной части Словакии. Пересекается с дорогами 9 и 16 (дороги 1-го класса). По плану проходит через города Тренчин, Приевидза, Зволен, Римавска-Собота, Кошице. Ожидаемая протяжённость составляет около 313 км без учёта пересечений с R1. Является частью евромаршрутов E 572 (Тренчин — Жиар-над-Хроном), E 58 и E 571 (Зволен — Кошице). На участке Зволен — Кошицке-Ольшаны составляет объезд к югу от D1.

## Построенные участки
По состоянию на май 2017 года построены 51,7 км дороги. Обслуживаются следующие участки:
- объезд у Ождан (юг, 4,77 км, открыт 5 декабря 2006). Ранее — маршрут I/50A.
- Фига — Торналя (юг, 13,4 км, дорога открыта 5 декабря 2006, развязка у Фиги — 28 августа 2008). Ранее — маршрут I/50B.
- участок Ловчица — Ловча, объезд Жиара-над-Хроном (5,76 км, открыт 15 декабря 2014)[1]

За исключением небольшого участка у Ловчи все дороги — двухполосные, хотя присутствуют полосы торможения на крутых спусках. С 10 ноября 2015 года открыт для движения участок Пструша—Кривань протяжённостью 10,38 км (объезд Детва), строившийся два года и ставший первым четырёхполосным участком. Общая стоимость составила 178 млн. евро, 85% финансирования осуществлялось через региональный фонд ЕС . 16 мая 2017 года была открыта развязка Зволен-запад — Зволенска-Слатина, строившаяся с июля 2014 по ноябрь 2016 года. Из-за проблем с финансированием объект был сдан почти на полгода позже. Развязка протяжённостью 18,2 км классифицируется как автомагистраль.
Между Тренчином и Приевидзой находится участок протяжённостью 9,56 км (от Русковце и Правотице, объезд Бановце-над-Бебравоу) с двумя полосами, открытый 6 октября 2016 года. Строительство обошлось в 88 млн. евро. В настоящее время уУчастки около местечек Бановице-над-Бебравоу, Ождяны, Фига и Торняла оплате не подлежат. Ещё дальше находится участок протяжённостью 25 км, пересекающийся с R1 между Жиар-над-Хроном и Зволеном, и часть дороги протяжённостью около 9 км между Новаками и Приевидзой (часть 9-й дороги 1-го класса). В будущем жидается строительство шести тоннелей с запада на восток: Хотомка (595 м), Приелохы (2880 м), Шайба (650 м), Лежяк (520 м), Плешивец (1450 м) и Сорошка (4,650 м).

## Развитие дороги в будущем
- Строится только один участок дороги протяжённостью 1 км от Кошице-восток (у Храшовика) к выезду на автобан у Кошицке-Ольшан. Ожидается, что к декабрю 2019 года он будет достроен и войдёт в состав проекта дороги Будимир — Бидовце (часть автомагистрали D1).
- Ожидалось соединение дороги Зволен-восток — Кривань с R1 в будущем, однако из-за необходимости сохранить нетронутой природу и целебные источники Слиач привели к отмене подобного проекту[5] .
- Около Кошице расположен особый участок — часть объезда протяжённостью около 11,5 км, ранее входившая в состав 50-й дороги 1-го класса. Пока что этот объезд не является частью дороги R2, хотя обозначается как участок R2 и развязка с основным объездом Кошице без официальной установки знаков[6]. Эта дорога классифицируется как автотрасса и принадлежит компании Národná diaľničná spoločnosť, a. s.. Полностью является четырёхполосной с двухсторонним движением, однако не соответствует всем требованиям скоростной дороги: на ней есть несколько перекрёстков, автобусных остановок и пешеходных переходов.

## Галерея

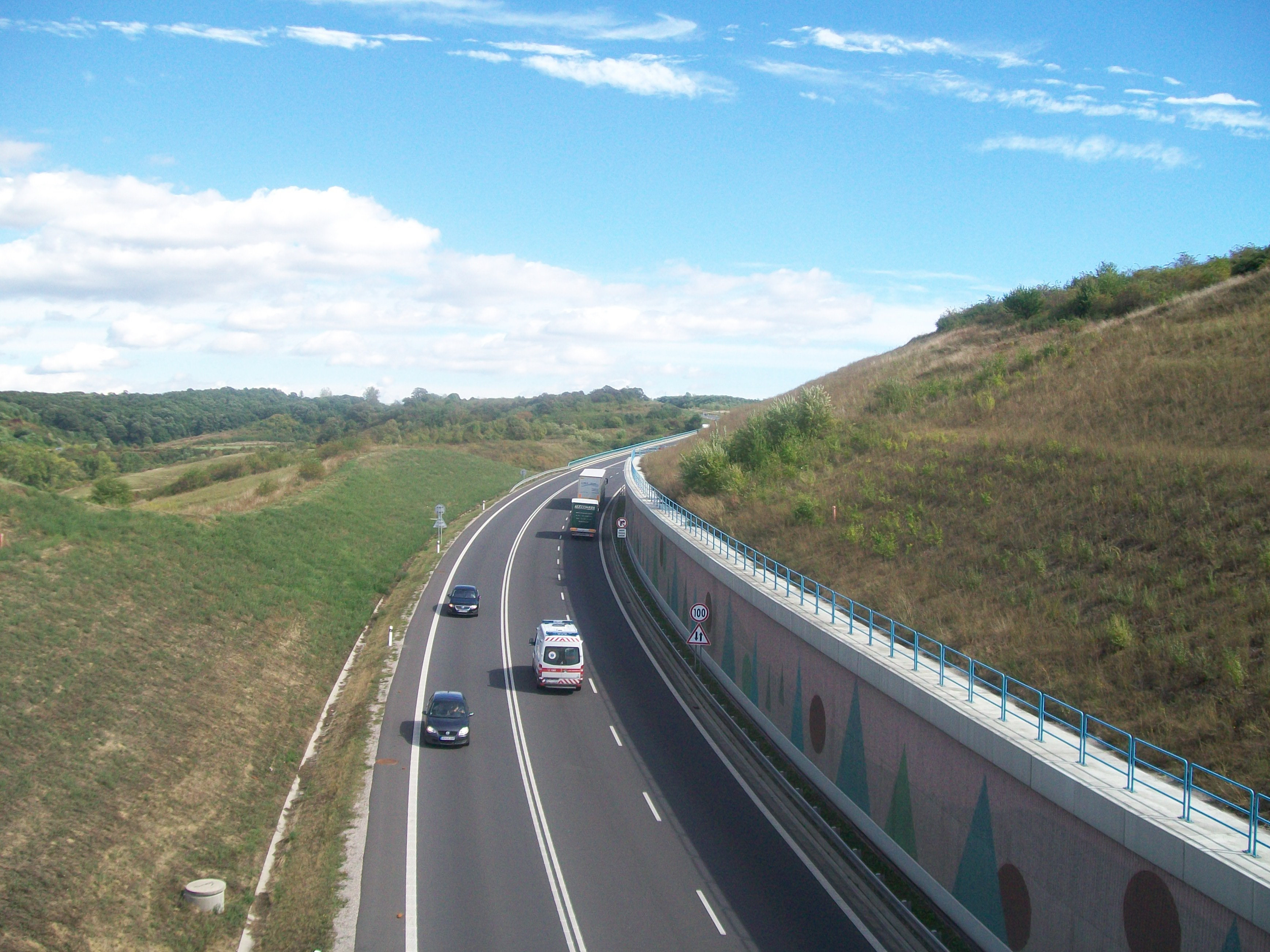
Участок дороги R2, проходящий через Ождяны[англ.]
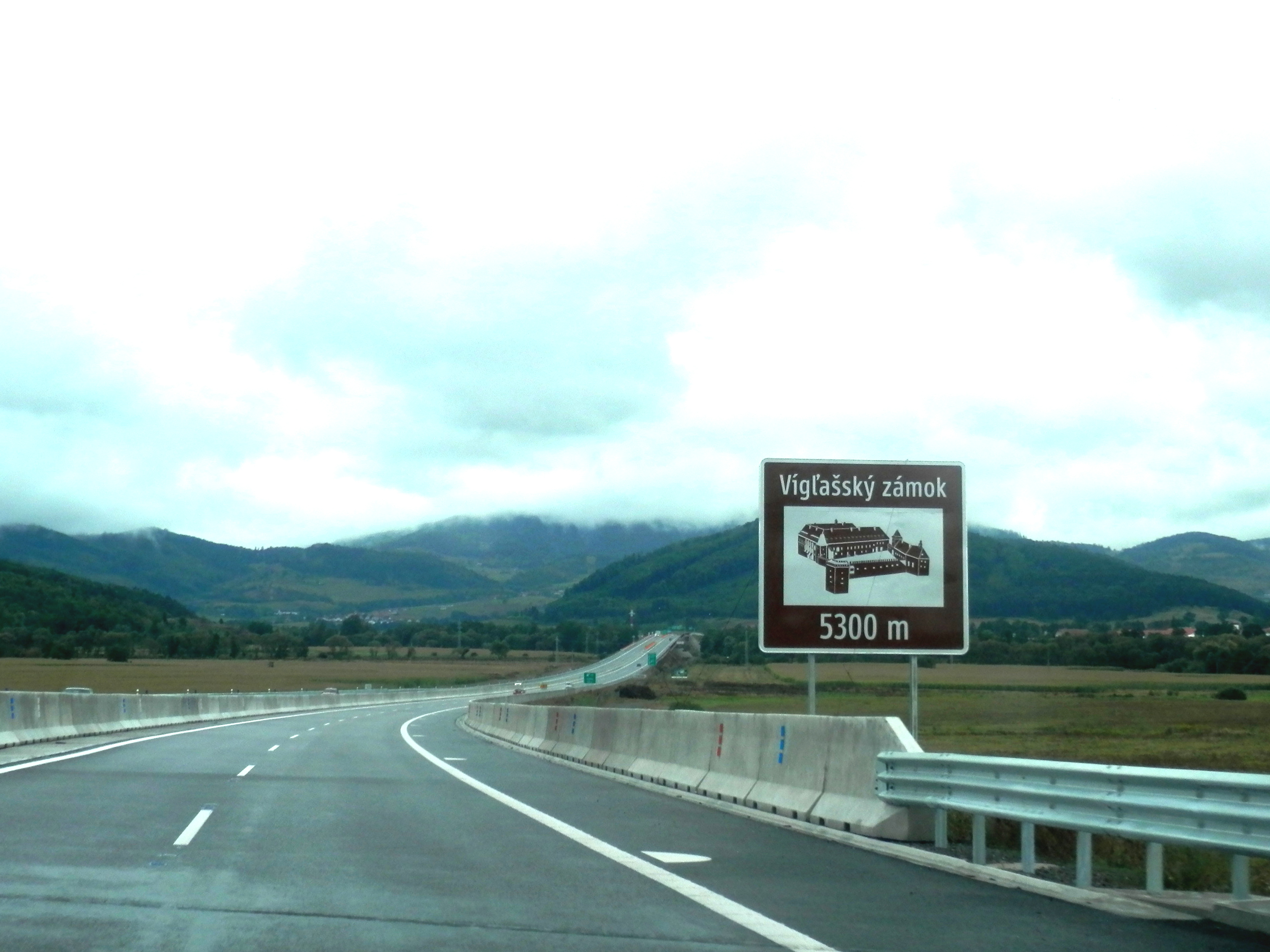
Участок дороги R2 к северу от Выгляша[англ.]